# Rachmaninoff Society
La Rachmaninoff Society (nom officiel) fut créée en 1990 dans le but de promouvoir, préserver et  diffuser la musique du compositeur et pianiste russe Serge Rachmaninov (1873-1943) en encourageant l'étude de sa vie et de son œuvre.
Depuis sa création, la Rachmaninoff Society a soutenu l'organisation de nombreux concerts et conférences à travers le monde, et la réalisation de plusieurs émissions radio. Son président actuel est le chef d'orchestre et pianiste virtuose russe Vladimir Ashkenazy. Elle compte les pianistes Howard Shelley, Hilary Macnamara et le compositeur Rodion Shchedrin comme membres honoraires. 